# 絲鬚深巨口魚
絲鬚深巨口魚（学名：Bathophilus nigerrimus）为輻鰭魚綱巨口鱼目巨口鱼科的其中一種。分布于全球三大洋海域，為深海魚類，體長可達12.2公分。

## 扩展阅读
維基物種上的相關：絲鬚深巨口魚